# باربرا كوكس أنتوني
باربرا كوكس أنتوني (بالإنجليزية: Barbara Cox Anthony)‏ هي ناشرة أمريكية، ولدت في 8 ديسمبر 1922 في الولايات المتحدة، وتوفيت في 28 مايو 2007 في هونولولو في الولايات المتحدة.

## وصلات خارجية
- باربرا كوكس أنتوني على موقع إن إن دي بي (الإنجليزية)